# Municipio de Degognia
El municipio de Degognia (en inglés: Degognia Township) es un municipio ubicado en el condado de Jackson en el estado estadounidense de Illinois. En el año 2010 tenía una población de 153 habitantes y una densidad poblacional de 1,93 personas por km² .

## Geografía
El municipio de Degognia se encuentra ubicado en las coordenadas 37°48′34″N 89°37′48″O / 37.80944, -89.63000. Según la Oficina del Censo de los Estados Unidos, el municipio tiene una superficie total de 79.36 km², de la cual 76,48 km² corresponden a tierra firme y (3,63%) 2,88 km² es agua .

## Demografía
Según el censo de 2010, había 153 personas residiendo en el municipio de Degognia. La densidad de población era de 1,93 hab./km². De los 153 habitantes, el municipio de Degognia estaba compuesto por el 98,04% blancos, el 0,65% eran afroamericanos, el 1,31% eran asiáticos. Del total de la población el 0% eran hispanos o latinos de cualquier raza .